# Каспаров, Ашот Джумшудович
Ашот Джумшудович Каспаров (арм. Աշոտ Ջումշուդի Կասպարով, 29 декабря 1909, Дудукчи, Елизаветпольская губерния — 7 июня 1993, Гадрут, Нагорный Карабах) — Герой Советского Союза, участник Великой Отечественной войны, штурман эскадрильи 101-го авиационного полка 1-й авиационной дивизии 7-го авиационного корпуса авиации дальнего действия, майор.

## Биография

### Детство и учеба
Родился 29 декабря 1909 года в семье крестьянина села Дудукчи Шушинского уезда Елизаветопольской губернии (ныне Ходжавендском районе Азербайджана). По национальности армянин. Детские годы прошли в родном селе среди живописной природы родного региона. Там же в Карабахе окончил пятилетнюю сельскую школу, после чего работал в колхозе родного села. В 1928 году, когда ему исполнилось девятнадцать лет, Ашот переехал в Баку, где в посёлке Бинагади несколько лет работал каменщиком.
В 1931 году молодой рабочий добровольно вступает в ряды Красной Армии и направляется в Бакинское пехотное училище имени Серго Орджоникидзе, в этом же году он подаёт заявление на вступление в ряды ВКП(б), членом которой он становится в 1932 году. В 1934 году, после окончания Бакинского училища его направили на учёбу в Оренбургское лётное училище. Боевое крещение молодой офицер проходит в 1939 году во время советско-финской войны.

### Великая Отечественная война
К моменту начала Великой Отечественной войны Ашот Каспаров служил штурманом в авиачасти, расположенной под Ленинградом. В первые дни войны он в составе своего экипажа совершил несколько боевых вылетов, позднее принимал активное участие в обороне Ленинграда. Отличился в снабжении с воздуха боеприпасами и продуктами партизанских отрядов в Белоруссии и на Украине. Ашот Джумшудович доставлял партизанам боеприпасы и продовольствие, а обратным рейсом вывозил раненых в боях советских солдат. Имя отважного офицера было внесено в книгу почётных партизан 1-й Минской партизанской бригады, а Украинский штаб партизанского движения наградил его орденом Отечественной войны 1-й степени. За время полётов в партизанские отряды Ашот Каспаров доставил туда 91 тонну боеприпасов, перевез 61 человека на «Большую землю», доставил 420 раненых и детей партизан. Летал через Ладожское озеро, доставляя блокированному Ленинграду продовольствие.
Отважный лётчик участвовал в битвах на Курской дуге, на Днепре, под Львовом, Тильзитом, Кёнигсбергом, на Калининском, Сталинградском, Ленинградском, 1-м, 2-м и 3-м Белорусских фронтах. В июле 1942 года штурман звена Каспаров, успешно бомбардировал переходы фашистских войск через Днепр. В составе своей дивизии он также интенсивно бомбардировал скопления вражеской техники и войск в районах Вязьмы, Орла, Смоленска, Львова, Рославля, Брянска, Витебска, Минска, Гомеля и на других важных плацдармах.
Помимо того, что Каспаров был первоклассным штурманом, он был и отличным фотографом. В течение одной ночи в Орле он успешно сфотографировал результаты бомбардировки несколькими сотнями советских самолётов, за что был награждён орденом Красного Знамени.
Одна из нескольких боевых групп 101-го авиаполка дальнего действия (со второй половины 1944 — 31-й гвардейский Красносельский Краснознаменный авиаполк дальнего действия), штурманом которой был майор Каспаров, не раз бомбила важные военно-стратегические узлы, скопления военной силы и промышленные центры прямо на территории врага. Эскадрилья совершала такие полёты на Хельсинки, Котку, Тильзит, Кёнигсберг, Инстербург, нанося противнику большой материальный и технический урон.
Бомбардировщик отважного штурмана громил гитлеровские войска и в боях за Варшаву, под Познанью, на Одере, и в битве за Берлин, в бомбардировках которого участвовал 16 раз.
За годы Великой Отечественной войны майор Каспаров совершил 290 ночных и 15 дневных боевых вылетов на бомбардировку военных объектов противника, всего им же им было совершенно 365 боевых вылетов (в том числе 55 — в тыл врага, к советским партизанам), что составляет 2650 часов налёта. Бомбардировщиком Каспарова на врага было сброшено 256 тонн бомб, при этом уничтожено много гитлеровцев и большое количество военной техники. За время войны майор Каспаров был награждён пятью орденами и девятью медалями, за отвагу и героизм он 45 раз получал благодарности Верховного Главнокомандования.
Указом Президиума Верховного Совета СССР 5 ноября 1944 года за образцовое выполнение боевых заданий командования на фронте борьбы с немецко-фашистским захватчиками и проявленные при этом мужество и героизм майору Каспарову Ашоту Джумшудовичу присвоено звание Героя Советского Союза
с вручением ордена Ленина и медали «Золотая Звезда» (№ 5246).
После того, как в 1946 году в звании майора был уволен в запас, жил в Гадруте. Работал председателем колхоза, сельсовета, начальником автоколонны, заведующим коммунального хозяйства, директором райзаготконторы. Умер в 1993 году.

## Награды
- Герой Советского Союза;
- орден Ленина;
- два ордена Красного Знамени;
- два ордена Отечественной войны I степени;
- орден Красной Звезды;
- девять медалей.